# SK∞
《SK8 the Infinity》（日语：SK∞ エスケーエイト）是由日本動畫公司BONES所製作的原創滑板題材電視動畫。

## 故事簡介
以滑板為題材，在故事中「S」是指從封鎖的礦山上用滑板滑下、規則無用的危險刺激競速比賽。非常喜歡滑板的高二學生「曆（レキ）」、與沒有玩過滑板的轉學生「藍加（ランガ）」就這麼被捲入了比賽之中。

## 登場人物

### 主要人物
REKI／喜屋武曆（聲：畠中祐）
高中二年級生，生日：8月8日。本作主角之一，暱稱為「REKI」，沖繩大家庭出生的高中生，有著一頭烈燄般的紅髮，個性開朗活潑，十分熱衷於滑板和滑板製作。藍加的同班同學，在藍加一次尋找打工的過程中雙方才開始熟識，並在同一家滑板店一起工作。因緣巧合下，因為藍加在「S」首戰優異的表現，暦開始教他關於滑板的技巧與知識，兩人在接觸滑板的過程中也慢慢轉成好朋友。
SNOW／馳河藍加（聲：小林千晃）
高中二年級生，生日：2月8日。本作主角之一，暱稱為「SNOW」，個性呆滯。因為父親奧利佛（Oliver）意外喪生而從加拿大轉學過來的歸國子女，為加日混血兒，有15年的滑雪經驗（兩歲開始滑雪）。曆的同班同學。有天在放學找打工的路上遇見了曆，和曆在沖繩的一家滑板店打工，透過曆的邀請便加入了「S」，隨後逐漸愛上了滑板同時也和曆成為朋友，個性也變得愈來愈開朗與健談。因為本身的滑雪板基礎讓他的滑板實力有突飛猛進般的成長，在「S」逐漸嶄露頭角，也讓「S」創辦人愛抱夢開始暗中關注他。
MIYA／知念實也（聲：永塚拓馬）
初中生，生日：2月22日。國家滑板隊的候補選手，暱稱為「MIYA」，個性毒舌。過去曾經有位跟他一起玩滑板的朋友，但因為天賦過高，和朋友實力懸殊而被疏遠，不願意抱團，並把抱團弱小者稱為「史萊姆」。在愛抱夢的教唆下和藍加在「S」中比賽滑板但最終落敗，被愛抱夢數落時因為曆和藍加出面替他說話，成為他們朋友之一，其後教導曆和藍加滑板技巧。
Shadow／比嘉廣海（聲：三宅健太）
成年男子，生日：9月14日。沖繩當地花店的員工，在「S」內是以龐克風格裝扮為主的滑板玩家，暱稱為「影」，平日在花店時是善良親切的大哥哥形象，在「S」時性格會因裝扮而狂妄。一開始登場時就和曆進行過滑板比賽，最終使用道具贏得勝利。但之後卻敗給初次上場的藍加，為故事拉開序幕。雖然一開始和曆跟藍加之間不合，但在愛抱夢登場後為他們擔心，漸漸變成他們的朋友之一，另外暗自喜歡花店的店長，為了變得強大並追求店長而在「S」的錦標賽默默努力。
Cherry blossom／櫻屋敷薰（聲：綠川光）
成年男子，生日：3月27日。是位有名的AI書法家，在「S」內是位蒙口的滑板玩家，暱稱為「Cherry」。和Joe則是認識多年並常常吵架的歡喜冤家兼青梅竹馬，實際上彼此十分了解對方。和愛抱夢在高中為摯友，在愛抱夢個性開始出現扭曲後雙方關係惡化。滑板內有植入AI，並愛稱為「卡拉」（Carla），在比賽時會經過「卡拉」的計算選擇自己適合的跑法來致勝。和Joe在「S」擁有最多女性的粉絲。與爆發力強勢的Joe不同，Cherry執著於精密計算，使用最高效的滑板路徑。是曆他們的夥伴之一，在他們與愛抱夢對決時給予不少建議。
Joe／南城虎次郎（聲：松本保典）
成年男子，生日：7月7日。是位意大利餐廳「Sia la Luce」的店長，也是位滑板玩家。在「S」暱稱為「Joe」。和Cherry則是認識多年並常常吵架的歡喜冤家兼青梅竹馬，實際上彼此十分了解對方。和愛抱夢在高中為摯友，在愛抱夢個性開始出現扭曲後雙方關係惡化。因為身邊私下常常被女性所圍繞，而被Cherry戲稱是「花心大猩猩」。喜歡健身和曬黑自己，說可以吸引女性。除了是曆他們的夥伴之外，也常聆聽他們的煩惱並提出自己的見解來替他們解惑。因為一身的壯碩肌肉，所以Joe的滑板招式通常給人感覺爆發力非常強勢。
愛抱夢／神道愛之介（聲：子安武人）
成年男子，生日：5月1日。「S」的創辦人，個性扭曲，比賽過程會使用暴力，在「S」暱稱為「愛抱夢（ADAM）」。出身於政治世家神道家，小的時候因為菊池忠的緣故接觸滑板而產生興趣，在高中也因滑板和Cherry和Joe成為摯友，但被其父發現後禁止滑板，菊池忠作為僕人站在父親的立場，令他不再相信人與人之間正常的聯繫。在家中有三位對他相當嚴厲的姨母，對他個性有影響。平日是一名冷靜的政客，在「S」中展現真實個性並釋放壓力，是實力強勁的世界級選手，和他進行比賽的對手常受重傷。愛之介目睹藍加在「S」的表現後，對他產生強烈興趣，在一次和藍加進行了一半的比賽後，稱呼對方為「EVE」，希望再次和藍加snow比賽。
SNAKE／菊池忠（聲：小野賢章）
成年男子，生日：11月22日。愛之介的秘書兼青梅竹馬，神道家的僕人之子，「S」暱稱為「SNAKE」。在愛之介最無助時教會了對方滑板，兩人也超越身份階級成為朋友。在愛之介的興趣被其父禁止後兩人的關係也惡化，對愛之介扭曲的個性感到自責，認定自己讓愛之介接觸滑板是錯誤的，嘗試阻止愛之介繼續進行滑板。

### 其他人物
岡正吉（聲：大隈健太）
成年人，曆跟藍加工作的滑板店店長，本身在店內有飼養一隻耳廓狐，過去也曾是一名滑板玩家，但技不如人而選擇退出，改以後勤的方式支持其他人，會以自身經歷開導曆跟藍加，除了是兩人老闆外，更像是一位親切的鄰家大哥一般。
鎌田貴理子（聲：本田貴子）
東大畢業的女警部補（初階警官），過往曾派警力前往「S」所在的礦山巡邏，也暗中調查神道愛之介替貪污議員所做的偽證，性格正直不接受關說，最終被愛之介暗中動用關係直升並調職到東京。
馳河菜菜子（聲：園崎未惠）
馳河藍加的母親，夫為奧利佛（Oliver），職業為護士。原本丈夫與兒子在加拿大居住，丈夫去世後，獨生子藍加搬來沖繩和她一起住。非常關心兒子。
喜屋武正惠（聲：福島桂子）
喜屋武曆的母親，育有一子三女，個性溫暖、好客。其聲優福島桂子同時也是喜屋武曆的聲優．畠中祐的母親。
喜屋武月日（聲：千本木彩花）
喜屋武曆的妹妹，排名家中第二，個性開朗而直接，會吐嘈哥哥。劇末時意外地展現滑板天分。
喜屋武千日／喜屋武 七日
喜屋武曆的雙胞胎妹妹，年紀比月日小。對哥哥的朋友藍加充滿小孩子的好奇心。

## 電視動畫

### 製作人員
- 原作：BONES、內海紘子
- 導演、人物原案：内海紘子[1]
- 系列構成、劇本：大河内一樓[1][3]
- 人物設計：千葉道德[1]
- 總作畫監督：千葉道德、菅野宏紀[3]
- 色彩設計：[3]
- 美術監督：近藤由美子[3]
- 3DCG監督：安東容太[3]
- 攝影監督：池上真崇[3]
- 編集：山岸步奈美[3]
- 音響監督：三間雅文[3]
- 音響效果：倉橋静男（日语：倉橋静男）、西佐和子[3]
- 音樂：高橋諒（日语：高橋諒 (音楽家)）[3]
- 音樂製作：Aniplex
- 動畫製作：BONES[1]
- 製作：（Aniplex、BONES、ABC Animation（日语：ABCアニメーション）、Movic（日语：ムービック））

### 主題曲
第一季電視動畫
片頭曲「Paradise」
作詞：Rude-α、Lauren Kaori，作曲：EQ、SUNHEE、Rude-α，編曲：EQ，主唱：Rude-α
片尾曲
作詞、作曲、主唱：優里，編曲：CHIMERAZ
插曲
「Dimensions of the Wind」（第1、5話）
作詞：Konnie Aoki，作曲、編曲：MEG（ex. HIGH and MIGHTY COLOR、2sidelBRAIN）、來兔，主唱：ASH DA HERO
「Seize the Moment!!」（第4、6話）
作詞：Konnie Aoki，作曲、編曲：NAOTO（ORANGE RANGE），主唱：祐輔（ex. HIGH and MIGHTY COLOR）
「Behind the Mask」（第12話）
作詞：Konnie Aoki，作曲、編曲：高橋諒，主唱：Jon Underdown

OVA：EXTRA PART
片尾曲「Skaters' Quest」
作詞：カイザー惠理菜、內海紘子，作曲、編曲：秋浦智裕(Anielex)，主唱：畠中佑、小林千晃

### 各話列表
| 話數       | 日文標題 | 中文標題               | 分鏡                    | 演出                                    | 作畫監督                                                                                     | 首播日期 （2021年） |
| ---------- | -------- | ---------------------- | ----------------------- | --------------------------------------- | -------------------------------------------------------------------------------------------- | ------------------- |
| #01 PART   |          | 飄雪的火熱之夜         | 內海紘子                | 內海紘子                                | 千葉道德                                                                                     | 1月9日              |
| #02 PART   |          | 第一次的太棒了！       | 內海紘子                | 蓮井隆弘                                | 細川修平、大貫健一                                                                           | 1月16日             |
| #03 PART   |          | 沒願望的勇者           | 五十嵐卓哉              | 野亦則行                                | 細川修平、井元一彰、吉井弘幸                                                                 | 1月23日             |
| #04 PART   |          | 愛的鬥牛士，愛抱夢     | 蓮井隆弘                | 蓮井隆弘                                | 細川修平、井元一彰、吉井弘幸                                                                 | 1月30日             |
| #05 PART   |          | 熱舞之夜！             | 五十嵐卓哉              | 宮西哲也                                | 大貫健一、德岡紘平                                                                           | 2月6日              |
| #06 PART   |          | 水汽裊裊的神秘滑板？！ | 五十嵐卓哉              | 安井貴司                                | 植野千世子、新井伸浩                                                                         | 2月13日             |
| #07 PART   |          | 井淺河深               | 林明美                  | 矢野孝典                                | 德岡紘平、大貫健一、吉井弘幸、細川修平                                                       | 2月20日             |
| #08 PART   |          | 宿命錦標賽             | 蓮井隆弘                | 蓮井隆弘                                | 植野千世子、大貫健一、永野裕大、荒木弥緒、 菅野宏紀、荻野美希、新井伸浩                      | 2月27日             |
| #09 PART   |          | 當時特別的我們         | 山本貴之                | 山本貴之                                | 德岡紘平、大貫健一、菅野宏紀、荒木弥緒、 吉井弘幸、細川修平、新井伸浩、荻野美希              | 3月6日              |
| #09.5 PART |          | CrazyRock堵塞          | 依田伸隆 （演出、編輯） | 依田伸隆 （演出、編輯）                 | -                                                                                            | 3月13日             |
| #10 PART   |          | 不需言語DAP            | 林明美                  | 高田昌豐、山本貴之                      | 大貫健一、荒木弥緒、植野千世子、 細川修平、菅野宏紀、荻野美希、 吉井弘幸、新井伸浩、德岡紘平 | 3月20日             |
| #11 PART   |          | 王者對小卒             | 田村耕太郎、蓮井隆弘    | 蓮井隆弘、千葉大輔 矢野孝典             | 大貫健一、荒木弥緒、菅野宏紀、細川修平、 吉井弘幸、新井伸浩、永野裕大、德岡紘平              | 3月27日             |
| #12 PART   |          | 我們的無限大！         | 五十嵐卓哉              | 內海紘子、淺井義之、 山本貴之、高田昌豐 | 千葉道德、德岡紘平、新井伸浩、荒木弥緒、 大貫健一、菅野宏紀、吉井弘幸、細川修平              | 4月3日              |

### OVA
| 話數       | 日文標題 | 中文標題                                                       | 分鏡     | 演出     | 作畫監督                                    | 首播日期 （2025年） |
| ---------- | -------- | -------------------------------------------------------------- | -------- | -------- | ------------------------------------------- | ------------------- |
| EXTRA PART |          | 雨與貓 超商冰品 蘇打口味真正能認真的事物早晨例行公事廣海加油！ | 鴨居知世 | 鴨居知世 | 千葉道德、植野千世子、 佐倉みなみ、荒木弥緒 | 1月24日             |

### 播放電視台
日本深夜動畫：下文記載的日本国内播放時間使用日本標準時間（UTC+9）表示。因為部分時間标识會採用30小时制，因此請留意这类超过24:00的时间，其實際播放時間為翌日清晨。
| 播放地區   | 播放電視台       | 播放日期              | 播放時間（UTC+9）             | 備註                 |
| ---------- | ---------------- | --------------------- | ----------------------------- | -------------------- |
| 近畿廣域圈 | 朝日放送電視台   | 2021年1月9日－4月3日  | 星期六 26時00分－26時30分     | 「ANiMAZiNG!!!」節目 |
| 日本全國   | 朝日電視網全24局 | 2021年1月9日－4月3日  | 星期六 26時00分－26時30分     | 「ANiMAZiNG!!!」節目 |
| 日本全國   | ABEMA            | 2021年1月9日－4月3日  | 星期六 26時00分－26時30分     | 網絡電視             |
| 日本全國   | Niconico直播     | 2021年1月12日－4月6日 | 星期二 22時00分－22時30分     | 網絡電視             |
| 臺灣       | Animax           | 2021年6月1日－        | 星期一至日 21時30分－22時00分 | 有線電視（有重播）   |

## 外部連結
- 電視動畫 《SK8 the Infinity》官方網站（日語）
- 電視動畫 《SK8 the Infinity》美國官方網站（英文）
- 電視動畫「SK8 the Infinity」官方的X（前Twitter）（日語）